# Крылов, Алексей Иванович
Алексей Иванович Крылов (13 марта 1928 — 30 августа 2003, Москва, Россия) — советский хозяйственный, государственный и партийный деятель.

## Биография
Родился в 1928 году. Член ВКП(б) с 1952 года.
С 1947 года — на хозяйственной, общественной и политической работе. В 1947—1982 гг. — помощник машиниста, старший машинист, техник электростанции, начальник электросилового хозяйства на Карагандинской железной дороги, в Советской армии, мастер, секретарь парткома завода «Химволокно», первый секретарь Ленинского райкома КПСС города Красноярска, второй секретарь Красноярского обкома КПСС, первый секретарь Хакасского обкома КПСС.
Избирался депутатом Верховного Совета РСФСР 8-го созыва, Верховного Совета СССР 9-го и 10-го созывов.
Умер 30 августа 2003 года в Москве. Похоронен на Троекуровском кладбище.

## Семья
Родители: отец Крылов Иван Андрианович, мать Крылова Анна Николаевна. Сестры — Екатерина и Мария, брат — Василий.